# Рогова (Румунія)
Рогова (рум. Rogova) — село у повіті Мехедінць в Румунії. Входить до складу комуни Рогова.
Село розташоване на відстані 261 км на захід від Бухареста, 21 км на південний схід від Дробета-Турну-Северина, 81 км на захід від Крайови.

## Населення
За даними перепису населення 2002 року у селі проживали 716 осіб, з них 715 осіб (99,9%) румунів. Рідною мовою 715 осіб (99,9%) назвали румунську.